# William Behnes
William Behnes (Londra, 1794 – 3 gennaio 1864) è stato uno scultore e pittore inglese.
Dal 1820 al 1840 fu uno degli scultori più prolifici e di successo nel suo Paese.  Anche il fratello Henry fu scultore, sebbene di minor successo

## Biografia

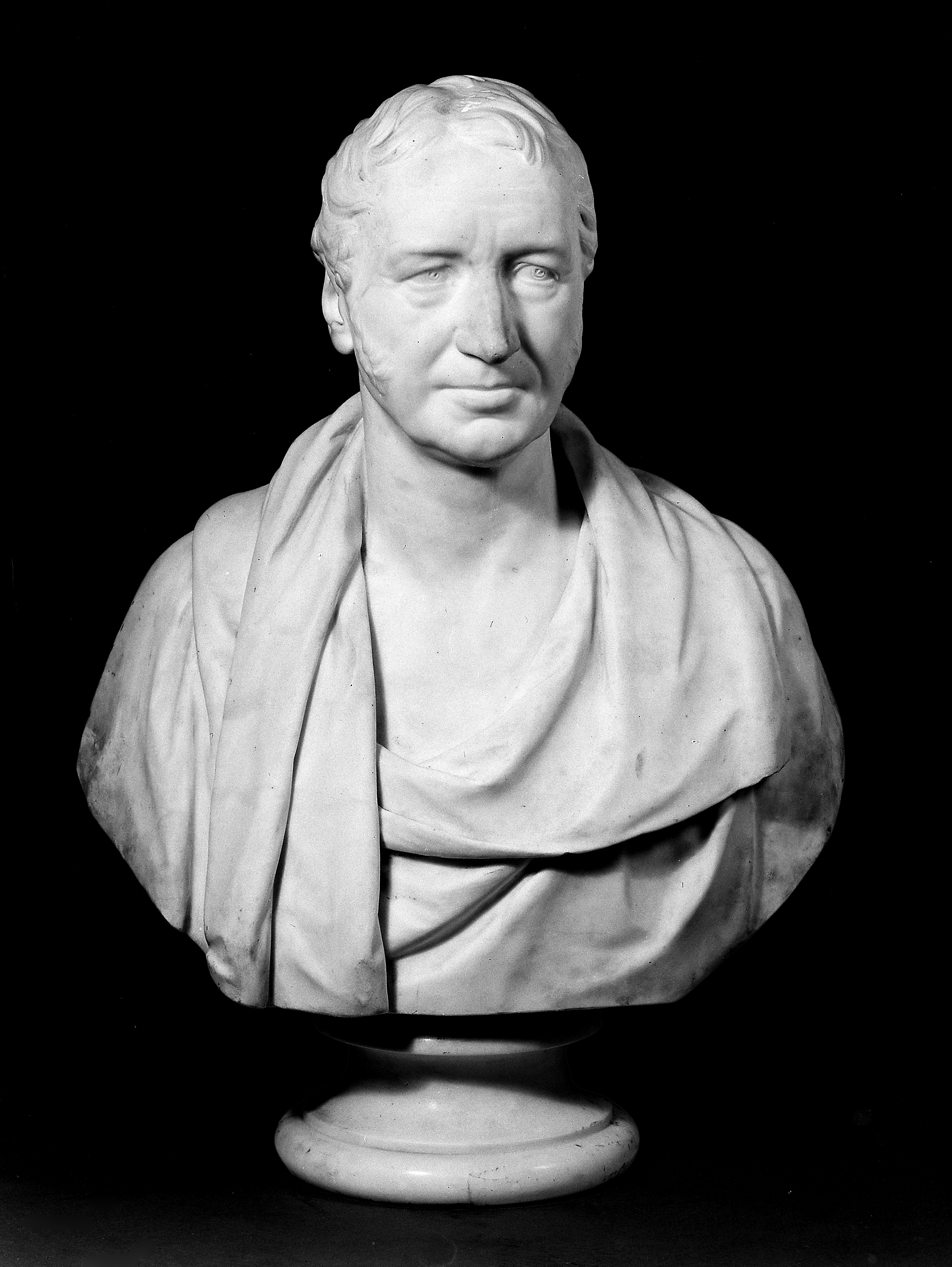
Busto di Benjamin Collins Brodie realizzato da Behnes nel 1837

Di padre tedesco (un cembalaro di Hannover) e madre inglese, nacque a Londra nel 1794. Agli inizi dell'Ottocento, la famiglia  Behnes si trasferì a Dublino, dove William studiò arte all'Accademia di Dublino.
Tornato a Londra, nel 1813, si iscrisse alla Royal Academy, con l'intenzione di formarsi come pittore, ma dopo aver ricevuto lezioni di modellismo da Peter Francis Chenu si dedicò anche alla scultura. Nel 1815 espose alcune sue opere pittoriche alla Royal Academy e negli anni successivi vinse diverse medaglie d'oro per i suoi dipinti. Nel 1819 gli fu conferita una medaglia d'oro dalla Royal Society of Arts per aver inventato uno strumento per trasferire i punti sul marmo e quindi facilitare il lavoro di scultura.
Nel 1837 fu nominato scultore ordinario della regina Vittoria. Tra i suoi allievi si annoverano gli scultori George Frederic Watts, Thomas Woolner, Henry Weekes, il naturalista Benjamin Waterhouse Hawkins e il pittore George Adolphus Storey.
Nonostante l'enorme successo (fu definito migliore di Chantrey nella ritrattistica dei busti), non riuscì a gestire le sue finanze, divenne alcolizzato e si dedicò al gioco d'azzardo, al punto che dovette dichiarare bancarotta nel 1861. Si trasferì in "miserabili alloggi" in Charlotte Street. Fu trovato privo di sensi in una fogna, con solo tre pence in tasca, il giorno di Capodanno del 1864 e morì il 3 gennaio in un ospedale del Middlesex. Fu sepolto in una tomba anonima nel cimitero di Kensal Green.
George Cruikshank, che lo aveva conosciuto, organizzò una campagna per raccogliere fondi per un monumento e per un busto in bronzo di Behnes per la National Gallery, ma ci furono poche adesioni e la campagna fu abbandonata.

## Attività artistica
Behnes realizzò numerosi busti di bambini, rilievi ma anche notevoli monumenti e statue per chiese, tra cui il ritratto del medico e mineralogista William Babington nella cattedrale di San Paolo a Londra, quello del generale Henry Havelock e diversi di Robert Peel.
La sua opera finale del 1861, Il generale Henry Havelock, ha diritto alla fama di essere la prima statua realizzata a partire da una fotografia (ne esistono due copie, una a Londra e l'altra a Sunderland).

## Opere (parziale)

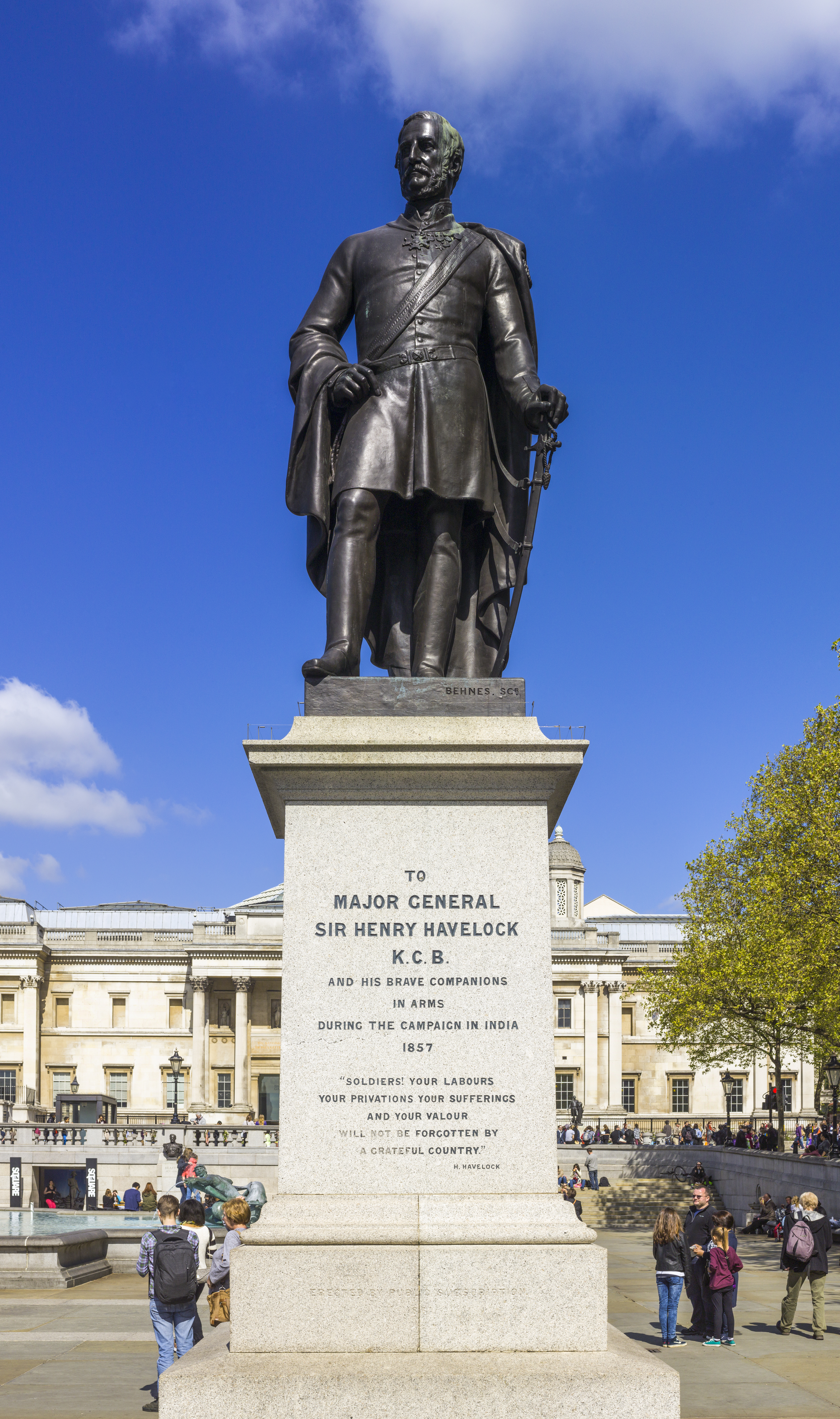
Il generale Henry Havelock (1861), Trafalgar Square, Londra

- Il generale Henry Havelock (1861), Trafalgar Square, LondraBusto del chirurgo Henry Earle, Foundling Hospital, Londra (1817)
- Monumento a John Tunno, Saint John's Wood Chapel (1819)
- Busto del dottor William Lister, Ospedale St Thomas, Londra (1820)
- Monumento a Joseph Nollekens, St Mary on Paddington Green Church, Londra (1823)
- Busto di Joseph Marryat, Chiesa di Saint George, Grenada (1824)
- Busto di James Northcote (1825)
- Busto di Isaac Coffin, primo baronetto, Athenæum, Boston (1826)
- Statua del Conte di Egremont, Petworth House (1826)
- Busto di Oliver Goldsmith, Trinity College, Dublino (1827)
- Busto in cera della Principessa Vittoria (con i suoi veri capelli) (1829)
- Statue dell'orologio della torre di Buckingham Palace, Londra (1829)
- Monumento al dottor Andrew Bell, Abbazia di Westminster, Londra (1832)
- Monumento all'ammiraglio Henry Blackwood, Abbazia di Westminster, Londra (1832)
- Monumento a John Woodhouse, Cattedrale di Lichfield, Staffordshire (1833)
- Monumento a Henry Russell, primo baronetto, Swallowfield, Berkshire, (1836)
- Busto di Benjamin Collins Brodie primo baronetto, Royal College of Surgeons of England, Londra (1836)
- Statua di William Babington, Cattedrale di San Paolo, Londra (1837)
- Monumento a William Praed, chiesa di Tyringham, Buckinghamshire (1837)
- Busto della Regina Vittoria (1837)
- Monumento a John St Aubyn, quinto baronetto, Crowan, Cornovaglia (1839)
- Busto di Thomas Hardy, eroe della Marina, cappella dell'ospedale di Greenwich (1839)
- Statua del barone Joy, Dublino (1840)
- Testa della cavalla "The Queen of Beauty" (1843)
- Statua di John Thomas Jones, cattedrale di San Paolo, Londra (1843)
- Statua di Thomas Gresham, Royal Exchange, Londra (1845)
- Statua di William Follett, Abbazia di Westminster, Londra (1850)
- Statua di Robert Peel, Leeds (1852)
- Statua di Robert Peel, Peel Park, Bradford (1855)
- Monumento alla Signora Elsworth, Cimitero di Highgate (1858)
- Statua del generale Henry Havelock, Trafalgar Square, Londra (1861)
- Statua del generale Henry Havelock, Mowbray Park, Sunderland (1861)